# Pere Sampol
Pere Sampol Mas (Montuiri, Baleares, 16 de septiembre de 1951 - 25 de abril de 2025) fue un ingeniero técnico en electrónica industrial y un político español, miembro del Partido Socialista de Mallorca.

## Biografía
Fue muchos años diputado y portavoz del grupo parlamentario del Partido Socialista de Mallorca en el Parlamento de las Islas Baleares, destacando sobre todo por su gran capacidad de oratoria y sarcasmo. Durante la legislatura 1995 a 1999 fue consejero del Consejo Insular de Mallorca y durante la siguiente legislatura (1999-2003) fue Vicepresidente del Gobierno y Consejero de Economía, Comercio e Industria del Gobierno de las Islas Baleares en el llamado Pacto de Progreso.
Aunque en 2006 se despidió de la actividad política, poco después dio el salto a la política estatal. En julio de 2007, a raíz del pacto suscrito entre PSOE, Bloc per Mallorca y Unió Mallorquina para gobernar las instituciones, fue nombrado senador autonómico por Baleares.
La Asociación de Periodistas Parlamentarios (APP) valoró positivamente la labor desarrollada por el senador durante los seis primeros meses desde su designación y en diciembre de 2007 decide nombrarlo Senador Revelación del Año junto con Dionisio García Carnero (PP), Patricia Hernández Gutiérrez (PSOE) y Javier Maqueda (PNV).[cita requerida]
Sampol fue el candidato al Congreso de los Diputados de la candidatura nacionalista Unitat per les Illes en las elecciones generales del 2008.

## Cargos desempeñados
- Diputado por Mallorca en el Parlamento Balear (1991-2006)
- Vicepresidente de las Islas Baleares (1999-2003)
- Consejero de Economía, Industria e Innovación de las Islas Baleares (2000-2003)
- Senador designado por el Parlamento Balear (2007-2011)